# Контадора
Остров Контадора (исп. Isla Contadora) — панамский остров, входящий в архипелаг Лас Перлас в Панамском заливе. Население — 115 человек.

## История
В 1980 году на Контадоре кратковременно проживал иранский шах Мохаммед Реза Пехлеви.
В 1980-е годы на острове обсуждался Контадорский мирный процесс, положивший начало мирному урегулированию ситуации в Центральной Америке. Поэтому Контадорская группа получила своё наименование по названию острова.

## Транспорт
На острове расположен небольшой местный аэропорт (IATA), который обслуживает регулярные рейсы между островом и столицей Панамы, а также другими островами архипелага.

## Туризм
Контадора является местом, популярным среди туристов.